# ISCS J1429.3+3437
ISCS J1429.3+3437 è un ammasso di galassie, situato nella costellazione del Boote, la cui luce ha impiegato circa 8,7 miliardi di anni per giungere fino alla Terra, ma ad una distanza comovente di quasi 12,9 miliardi di anni luce.
L'ammasso è tra i più distanti conosciuti nell'Universo osservabile e le immagini che osserviamo risalgono ad un'età dell'Universo di circa 5 miliardi di anni dopo il Big Bang.
ISCS J1429.3+3437 è stato individuato con osservazioni effettuate presso l'Osservatorio nazionale di Kitt Peak in Arizona e successivamente con l'Infrared Array Camera (IRAC) del Telescopio spaziale Spitzer.